# كال غاه (زلاغي الغربي)
کال غاه (بالفارسية: کل گاه) هي قرية تقع في إيران في قسم زلاغي الغربي الریفي. يقدر عدد سكانها بـ 19 نسمة بحسب إحصاء 2016.